# Engel Iván
Engel Iván (Békéscsaba, 1899. október 6. – Bázel, 1985. december 16.) magyar zongoraművész, egyetemi tanár. Felesége Kühner Ilse festő volt.

## Életpályája
Szülei Engel Miksa bécsi születésű kereskedő és Basch Janka voltak. Nagyváradon figyeltek fel zenei tehetségére. Thomán Istvánnál szerezte zenei ismereteit. Zeneszerzést Kodály Zoltánnál és Weiner Leónál tanult a Zeneakadémián. Kodály Zoltánnal és Bartók Bélával barátja volt. 1921-ben mutatta be első önálló hangversenyét a Zeneakadémián. 1925-ben meghívták a kairói zeneiskola tanárának, ahol 1927-ig volt. Ezután Berlinben élt. 1926-ban szülővárosában tartózkodott, ahonnan Németországba és Olaszországba utazott. 1932-ben Budapesten házasságot kötött Kühner Ilse Rut svájci festőnővel. A második világháborút követően a budapesti Zeneművészeti Főiskola tanára lett 1956-ig. 1956-tól Svájcban élt.